# Noronha-elenia
De Noronha-elenia (Elaenia ridleyana) is een zangvogel uit de familie van de tirannen. Deze vogel is genoemd naar zijn ontdekker, de Britse botanicus Henry Nicholas Ridley.

## Kenmerken
De Noronha-elenia heeft donkerbruine ogen welke zijn omringd door een smalle witte oogring. De vogel heeft verder een witte keel, grijsbruine bovendelen, grijsachtige borst en flanken en bruine vleugels met witte strepen. De buikkleur varieert met de leeftijd van lichtgeel tot geelgrijs. De lichaamslengte bedraagt 17 centimeter.

## Verspreiding en leefgebied
De Noronha-elenia is endemisch in Brazilië waar hij voorkomt op de Atlantische archipel Fernando de Noronha op het hoofdeiland Fernando de Noronha en op Ilha Rata.
Het is een bewoner van gebieden met struikgewas en tuinen.

## Voortplanting
De broedtijd valt waarschijnlijk tussen februari en mei. Het nest wordt gemaakt van de ranken van een komkommerachtige plant en dunne twijgen in de kale takken van bomen.

## Voedsel
De vogel foerageert op insecten en kleine vruchten en bessen, met een voorkeur voor de vruchten van een eveneens endemische soort vijgeboom (Ficus noronhae).

## Status
De Noronha-elenia  heeft als eilandsoort een klein verspreidingsgebied en daardoor is er de kans op de status  kwetsbaar (voor uitsterven). De grootte van de populatie werd in 2003 geschat op ongeveer 750 vogels. Om deze redenen staat de Noronha-elenia dan ook als kwetsbaar op de Rode Lijst van de IUCN.